# T.B. Joshua
T.B. Joshua, volledige naam Temitope Balogun Joshua (Arigidi, Ikare-Akoko (Ondo), 12 juni 1963 – Lagos, 5 juni 2021), was een Nigeriaanse christelijk pastor en kerkleider.

## Levensloop en controverse
In de jaren negentig kreeg hij in binnen- en buitenland grote bekendheid door de vele, soms spectaculaire, berichten over genezingen tijdens zijn diensten in zijn thuiskerk, The Synagogue, Church of All Nations in Lagos. In Nederland werd hij onder meer bekend door EO-uitzendingen, lezingen en publicaties van de orthodox-protestantse schrijver en spreker Willem Ouweneel. Diens dochter en schoonzoon, Josien en Hans Baksteen, zijn naast het organiseren van reizen naar Lagos bezig geweest met het opzetten van een Nederlandse vestiging van Joshua's kerk, de Synagogue Fellowship Nederland; in september 2006 werden de plannen echter stopgezet.
Joshua zelf, op de website van The Synagogue aangeduid als profeet, zei uitsluitend in naam van Jezus diens opdracht om "het evangelie te verkondigen en demonen uit te werpen en zieken te genezen" uit te voeren. Vanuit de hele wereld kwamen zieken en nieuwsgierigen naar hem toe. Door zijn kerk en aanhangers werd hij een 'man Gods' genoemd. Zijn kerk in Nigeria heeft een eigen videokanaal.
Controversieel was in 2014 de instorting van een gastenverblijf voor pelgrims waarbij 116 doden vielen. De bewering van een aanval uit een vliegtuig staat tegenover getuigenverklaringen dat de constructie zwak was en de bouw onder grote druk in te korte tijd was uitgevoerd. Onderzoeken van overheidswege zijn niet doorgezet.
Joshua overleed in 2021 plotseling op 57-jarige leeftijd. Na het overlijden van Joshua werd de gemeente gerund door zijn weduwe Evelyn. Zij leidde in 2023 een grote plechtigheid ter herdenking van Joshua's 60ste geboortedag.
In januari 2024 berichtte de Britse omroep BBC na een twee jaar durend onderzoek, dat de predikant bijna twintig jaar lang leden van zijn kerk seksueel heeft misbruikt en mishandeld. De getuigenissen, onder meer neergelegd in een driedelige documentaire, spraken over stelselmatige verkrachting, meermalen per week, marteling, eenzame opsluiting, slaaponthouding en gedwongen abortussen. De wonderbaarlijke genezingen zouden in scene zijn gezet: tegen betaling, door overdrijving of op basis van gefingeerde diagnoses.